# Lezo (Spanje)
Lezo is een gemeente in de Spaanse provincie Gipuzkoa in de regio Baskenland met een oppervlakte van 9 km². Lezo telt 5.960 inwoners (1 januari 2016). Het spoorwegstation Lezo-Errenteria bevindt zich in de buurt van deze gemeente, in buurgemeente Errenteria.

## Demografische ontwikkeling
Bron: INE, 1857-2011: volkstellingen

## Geboren
- Julen Lobete (2000), voetballer